# エル・エム・エス
株式会社エル・エム・エス（LMS Co.,Ltd.）は、かつて理化学機器や医療機器の販売を手掛けていた日本の企業。

## 概要
1985年12月に株式会社シーエスアイ・ジャパンとして設立。理化学用関連の器具・消耗品および試薬の販売を主力に、理化学機器や医療用機器、動物実験機器などの販売を行い、幅広いニーズに対応する専門商社として業界では高い知名度を有していた。全国規模で営業活動を行ったことなどから売上を伸ばし、2015年9月期には122億3926万円の売上があった。
しかし、主要販売先であった大学や研究機関向けの販売が落ち込んだことなどから、2018年9月期の売上は117億9484万円にまで落ち込んだ。さらに、在庫負担や人件費増など運転資金需要の増加から資金繰りが悪化。2019年9月に中小企業再生支援協議会が介入する事態となり、同年9月27日にバンクミーティングを開催する共に、取引金融機関に対してリスケジュールを要請した。エル・エム・エスは支援スポンサー探しに奔走したが、最終的にスポンサーを見つけることは出来なかった。
2019年11月18日以降、取引先がエル・エム・エス本社を訪問するようになり、エル・エム・エスの経営危機が表面化するようになった。さらに、エル・エム・エスと取引先の担当者の間で押し問答が見られる場面もあったという。エル・エム・エスの社員は東京商工リサーチの取材に対して「責任ある立場の者が不在で何も言えない。ただ、近いうちにしっかり説明する」とコメントしていた。
11月の手形決済が困難となり支払不能があったことから、エル・エム・エスは2019年11月19日に東京地方裁判所へ民事再生法適用を申請。同日付で保全管理命令を受け、同年11月25日に民事再生手続開始決定を受けた。負債総額は約66億円。エル・エム・エスの民事再生手続は、経営陣より権限が強い保全管理人が選任される管理型民事再生手続で行われることになった。
東京商工リサーチがエル・エム・エスの民事再生法適用申請直後に行った取材において、エル・エム・エスは、金融機関に提出する目的と税務署に提出する目的の2種類の決算書を作成するなどの粉飾決算を行っていたことが明らかとなった。粉飾決算の手口は、実際の売掛金は19億447万円、短期貸付金は1807万円だったにもかかわらず、売掛金は31億7万円、短期貸付金は16億2622万円と虚偽の簿価を作成していた。
エル・エム・エスの筆頭株主であったアサヒナも、2019年12月4日に東京地方裁判所から破産手続開始決定を受けた。
エル・エム・エスは事業譲渡を前提として民事再生スポンサーを募り、数社から打診があった。2020年3月に医療関連商社とのスポンサー契約がまとまった。しかし、医療関連商社は同年5月にエル・エム・エスに対して交渉打ち切りを通告。エル・エム・エスはスポンサーを探す事が困難となり、同年5月29日に製品評価技術基盤機構に対してJCSS登録・認定事業の事業廃止届並びにJCSS認定事業廃止届を提出。同年6月30日を以って事業を停止。同年7月に本社が入居していたビルから退去した。
2020年11月に債権者集会が再度開催され、管理型民事再生手続から清算型民事再生手続へ移行する事が決議された。これによりエル・エム・エスは清算型民事再生手続へ移行する事になった。エル・エム・エスは債権者への弁済終了後に法人格が消滅する予定である。

## 沿革
- 1985年12月 - 株式会社シーエスアイ・ジャパンとして設立。
- 1991年4月 - 株式会社エル・エム・エスへ商号変更。
- 2008年10月1日 - エム・シー・メディカルから診断・理科学分野の機器・消耗品の販売事業を譲受[11]。
- 2019年
  - 11月25日 - 東京地方裁判所から民事再生手続開始決定を受ける。
  - 12月4日 - 筆頭株主であったアサヒナが東京地方裁判所から破産手続開始決定を受ける。
- 2020年
  - 6月30日 - 事業停止。
  - 11月 - 管理型民事再生手続から清算型民事再生手続へ移行。
- 2021年8月 - 資本金を2億9800万円から1000万円へ減資。